# MT Весов
MT Весов (лат. MT Librae) — одиночная переменная звезда в созвездии Весов на расстоянии приблизительно 8476 световых лет (около 2599 парсеков) от Солнца. Видимая звёздная величина звезды — от +13,7m до +12,4m.

## Характеристики
MT Весов — пульсирующая переменная звезда типа RR Лиры (RRAB).